# 朝天南站
朝天南站是位于四川省广元市朝天区朝天镇的一个铁路车站，邮政编码628012。车站建于1956年，原名朝天站，2017年西成客运专线开通前由于西成客专的中子站更名为朝天站，故原宝成铁路上的朝天站改为朝天南站。有宝成铁路经过该站，现办理客货运业务，车站及其上下行区间均已电气化。车站距离宝鸡站323公里，隶属西安铁路局，是四等站。
1. ↑  铁道部电子计算技术中心, 铁道部运输局. . 北京: 中国铁道出版社. 1998: 106. ISBN 9787113030995.